# 최동락
최동락(1980년 12월 24일 ~ )은 KIA 타이거즈의 전 야구 선수다.

## 출신 학교
- 청주기계공업고등학교
- 인하대학교

## 같이 보기
- 2003년 KIA 타이거즈 시즌